# كاسلفينيا: جادمانت
كاسلفينيا: جادمانت (بالإنجليزية: Castlevania Judgment)‏ ، هي لعبة فيديو من نوع قتال، أنتجت عام 2008م وطورها ونشرها شركة كونامي، وهذه للمرة الأولى من سلسلة كاسلفينيا تكون اللعبة من نوع حرب قتالية اشبه بلعبة ستريت فايتر.

## تاريخ الإصدار
صدرت في الولايات المتحدة في شهر نوفمبر عام 2008م  ، وتبعتها أوروبا وأستراليا عام 2009.